# Matthew McGrory
Matthew McGrory (* 17. Mai 1973 in West Chester, Pennsylvania; † 9. August 2005 in Los Angeles, Kalifornien) war ein US-amerikanischer Schauspieler, der durch seine extreme Körpergröße bekannt war.

## Leben und Wirken
Matthew McGrory kam im Mai 1973 als überdurchschnittlich großes Kind zur Welt. Er war 7,5 kg schwer und maß 61 cm. Als Erwachsener betrug seine Körpergröße 2,29 Meter, bei einer Schuhgröße von 29 ½ (US) bzw. 69 (EU). Letztere sicherte ihm einen Eintrag im Guinness-Buch der Rekorde. Vor seiner Filmkarriere studierte McGrory Rechtswissenschaften an der Widener University in Chester.
Aufgrund seiner extremen Größe übernahm er oft die Rolle des Riesen, zum Beispiel in Tim Burtons Märchenfilm Big Fish, in Bubble Boy sowie im Horrorfilm Haus der 1000 Leichen und dessen Fortsetzung The Devil’s Rejects. Diese Rolle übernahm er auch in verschiedenen Fernsehserien, darunter Malcolm mittendrin, Charmed – Zauberhafte Hexen und Carnivàle. Weitere wichtige Auftritte hatte McGrory in Howard Sterns Radioshow, als Alien in Men in Black II und im Musikvideo des Liedes Coma White der Rock-Band Marilyn Manson. Bis zu seinem Tod wirkte er in der Rolle des Wrestlers André the Giant (André Rousimoff) in Andre: Heart of the Giant mit.
Matthew McGrory starb am 9. August 2005 in Los Angeles im Alter von 32 Jahren an Herzversagen.

## Filmografie
- 1999: Marilyn Manson: Coma White (Musikvideo)
- 2000: Return of the Living Dead: The Dead Hate the Living (The Dead Hate the Living!)
- 2001: Malcolm mittendrin (Malcolm in the Middle, Fernsehserie, Episode 2x23 Carnival)
- 2001: Bubble Boy
- 2002: Men in Black II
- 2003: Haus der 1000 Leichen (House of 1000 Corpses)
- 2003: Big Fish
- 2003–2004: Charmed – Zauberhafte Hexen (Charmed, Fernsehserie, 2 Episoden)
- 2003–2005: Carnivàle (Fernsehserie, 3 Episoden)
- 2004: Planet of the Pitts
- 2004: Big Time (Kurzfilm)
- 2005: Constantine
- 2005: The Devil’s Rejects
- 2005: ShadowBox
- 2006: Existence (Kurzfilm)
- 2007: DarkPlace
- 2017: The Evil Within